# Philippinenhirsch
Der Philippinenhirsch (Cervus mariannus, Syn.: Rusa marianna) ist eine Säugetierart aus der Familie der Hirsche (Cervidae).

## Merkmale
Dieser Hirsch ist mit einer Kopfrumpflänge von 100 bis 151 Zentimetern, eine Schulterhöhe von 55 bis 70 Zentimetern und einem Gewicht von 40 bis 60 Kilogramm einer der kleinsten der Echten Hirsche. Sein Fell ist zumeist dunkelbraun gefärbt, wobei die Unterseite und die Beine etwas heller sind, nur die Unterseite des kurzen (rund 8 bis 12 Zentimeter langen) Schwanzes ist weiß. Einige Tiere, darunter eine auf Mindanao lebende Gruppe, haben hingegen ein gelbgraues Fell. Das Geweih, das wie bei fast allen Hirschen nur die Männchen tragen, ist verhältnismäßig klein.

## Verbreitung und Lebensraum

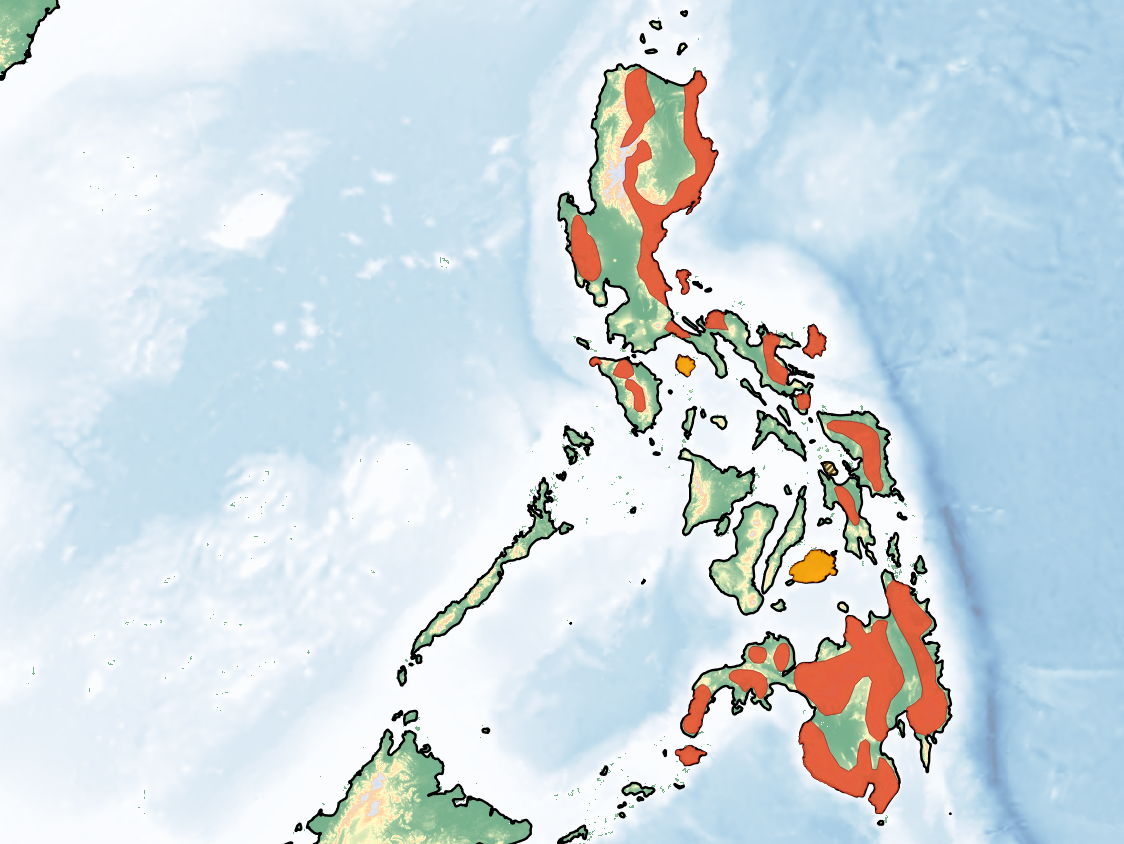
Das Verbreitungsgebiet des Philippinenhirschs

Philippinenhirsche sind auf den Philippinen beheimatet, sie leben auf den Inseln Luzon, Mindoro, Mindanao und Basilan. Von den Spaniern wurden sie auf mehreren westpazifischen Inselgruppen eingeführt – das Artepitheton mariannus leitet sich davon ab, dass die Art anhand von Tieren, die auf den Nördlichen Marianen lebten, erstbeschrieben wurde. Die Bestände auf diesen Inseln sind heute zumeist erloschen, lediglich auf Pohnpei gibt es nach einigen Autoren noch eine kleine Population.
Sie bewohnen verschiedene Habitate von offenem Buschland über tropische Regenwälder bis zu Gebirgswäldern bis in 2900 Metern Seehöhe.

## Lebensweise
Über die Lebensweise ist wenig bekannt. Philippinenhirsche sind scheue, nachtaktive Tiere, die einzelgängerisch oder in kleinen Gruppen leben. Die Nahrung besteht aus Gräsern und Kräutern.

## Bedrohung
Die Bejagung und die Zerstörung des Lebensraumes stellen die Hauptbedrohung für die Philippinenhirsche dar. In abgelegenen Regionen sind sie noch häufig, generell gehen aber die Bestände zurück. Von der IUCN wird die Art als „gefährdet“ (vulnerable) eingestuft.

## Systematik

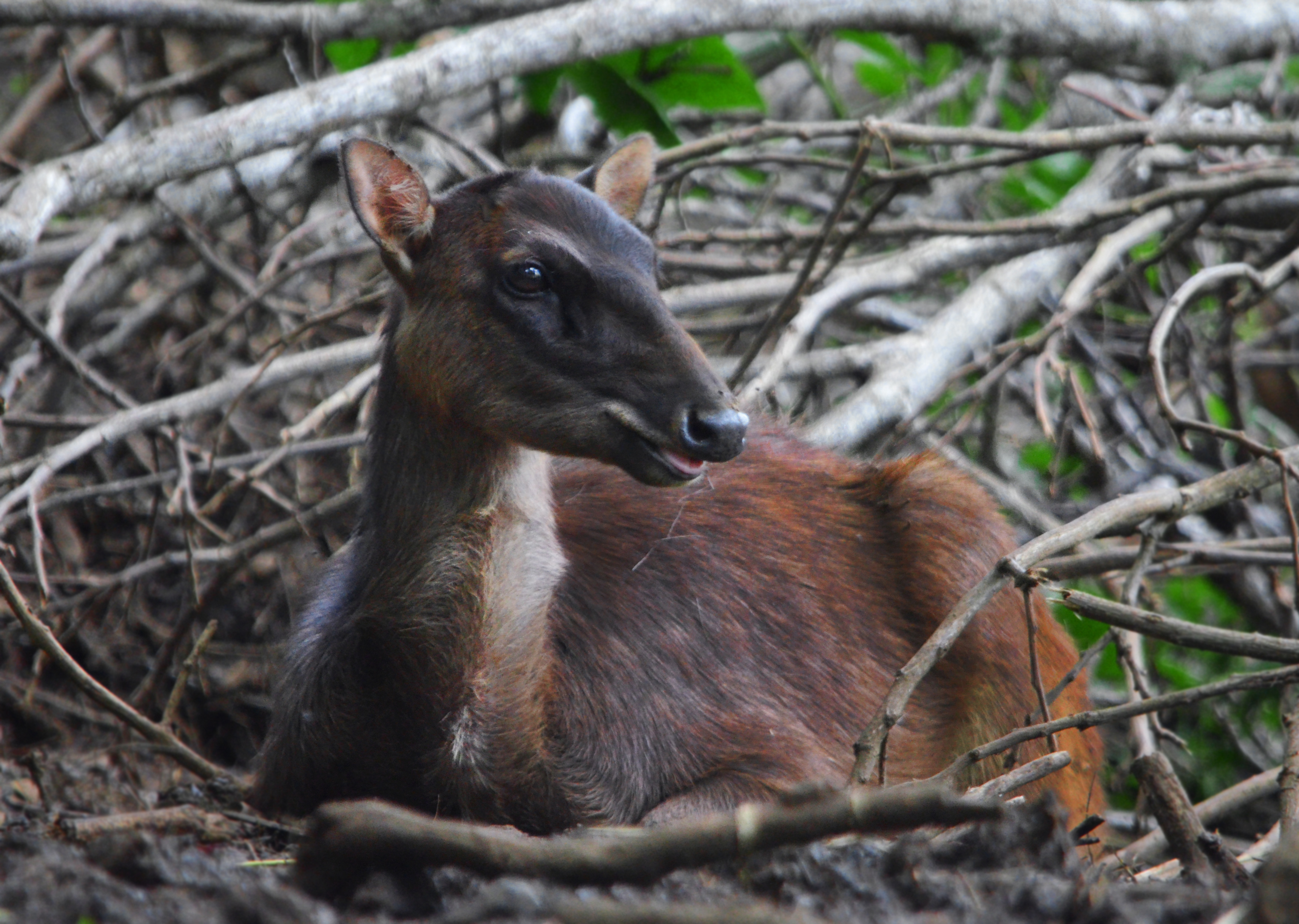
Mindanao-Sambar (R. m. nigella)

Es haben sich zahlreiche Unterarten gebildet, die sich in der Färbung so voneinander unterscheiden, dass E. H. Taylor 1934 in seinem Werk Philippine Land Mammals noch acht verschiedene Arten beschrieb, die nach heutiger Auffassung aber alle dieser Art zuzuordnen sind. Als eigene Art wird hingegen der Prinz-Alfred-Hirsch der Visayas betrachtet.
Im Handbook of the Mammals of the World werden drei Unterarten unterschieden, die Colin Groves und Peter Grubb in ihrer 2011 publizierten Revision der Huftiere als eigenständige Arten ansehen.
- Rusa marianna marianna
- Mindoro-Sambar (Rusa marianna barandana), Mindoro
- Mindanao-Sambar (Rusa marianna nigella), Mindanao, Basilan, Samar, Leyte